# 小行星6260
小行星6260（英語：6260 Kelsey）是一颗围绕太阳公转的小行星。1949年8月2日，卡尔·威廉·雷睦斯在海德堡发现了此天体。行星命名是为表彰药剂师弗朗西斯·凯尔西在药物安全上的贡献。
这颗小行星的绝对星等为7.503221056934612等。